# John le Carré
John le Carré, pseudónimo de David John Moore Cornwell (Poole, 19 de outubro de 1931 — 12 de dezembro de 2020) foi um escritor britânico naturalizado irlandês e notabilizado pelos seus romances sobre espionagem.

## Biografia
Estudou na Universidade de Berna, Suíça, e na Universidade de Oxford, Inglaterra, tornando-se depois professor em Eton College antes de se juntar ao corpo diplomático britânico entre 1960 e 1964.
A sua experiência nos serviços secretos terminou repentinamente, quando o agente duplo britânico Kim Philby denunciou a identidade de dezenas de espiões compatriotas ao KGB. No entanto o seu primeiro livro ainda seria publicado enquanto estava no (MI6).
John le Carré é autor de numerosos livros de espionagem, muitos dos quais apresentam um enredo que se desenvolve no contexto da Guerra Fria. No entanto, o fim da Guerra Fria levou-o a modernizar as temáticas que serviam como pano de fundo aos seus romances, assim, introduziu na sua obra temas como o terrorismo islâmico, a problemática causada pelo desmembramento da União Soviética, a política dos Estados Unidos da América no Panamá e as manobras obscuras da indústria farmacêutica no continente africano.
Em 1998, ele recebeu o título de Doutor em Letras honoris causa da Universidade de Bath. Em 2008, o The Times classificou-o no 22.º lugar em sua lista de "Os 50 maiores escritores britânicos desde 1945". Em 2011, ele recebeu a Medalha Goethe do Instituto Goethe. Em 2012, ele foi premiado com o grau de Doutor em Letras, honoris causa pela Universidade de Oxford.[carece de fontes?]

### Mudança de nacionalidade para irlandês
Le Carré, mudou de nacionalidade para irlandês antes de morrer. A sua desilusão com o que o Reino Unido se tornou e com o Brexit em particular que o levaram a descobrir as suas raízes irlandesas e a mudar de nacionalidades.
Depois de se dar conta de que tinha origens irlandesas, o escritor viajou para a Irlanda e em Cork, de onde sua avó era, assumiu a nacionalidade irlandesa.
Morreu em 12 de dezembro de 2020, aos 89 anos, de pneumonia.

## Obra

### Romances
| Nº Se quen cial | Título original em inglês         | Lançamento | Título no Brasil               | Editora                       | Título em Portugal             | Editora               |
| --------------- | --------------------------------- | ---------- | ------------------------------ | ----------------------------- | ------------------------------ | --------------------- |
| 01              | Call for the Dead                 | (1961)     | O Morto ao Telefone            | (Record)                      | Chamada para a Morte           | (Edições 70)          |
| 02              | A Murder of Quality               | (1962)     | Um Crime entre Cavalheiros     | (Record                       | Um Crime quase Perfeito        | (Edições 70)          |
| 03              | The Spy who Came in from the Cold | (1963)     | O Espião Que Saiu do Frio      | (Record)                      | O Espião Que Saiu do Frio      | (Minerva)             |
| 04              | The Looking-Glass War             | (1965)     | A Guerra no Espelho            |                               | Guerra de Espelhos             | (Europa América)      |
| 05              | A Small Town in Germany           | (1968)     | Uma Pequena Cidade na Alemanha |                               | Algures na Alemanha            | (Europa América)      |
| 06              | The Naïve and Sentimental Lover   | (1971)     | O Amante Ingênuo e Sentimental |                               | O Amante Ingénuo e Sentimental | (Europa América)      |
| 07              | Tinker, Tailor, Soldier, Spy      | (1974)     | O Espião que Sabia Demais      | (Círculo do Livro) / (Record) | A Toupeira                     | (Europa América)      |
| 08              | The Honourable Schoolboy          | (1977)     | Sempre um Colegial             | (Record)                      | O Ilustre Colegial             | (D. Quixote)          |
| 09              | Smiley's People                   | (1979)     | A Vingança de Smiley           | (Record)                      | A Gente de Smiley              | (Europa América)      |
| 10              | The Little Drummer Girl           | (1983)     | A Garota do Tambor             | (Record)                      | A Rapariga do Tambor           | (Presença)            |
| 11              | A Perfect Spy                     | (1986)     | Um Espião Perfeito             | (Record)                      | Um Espião Perfeito             | (D. Quixote)          |
| 12              | The Russia House                  | (1989)     | A Casa da Rússia               | (Record)                      | A Casa da Rússia               | (D. Quixote)          |
| 13              | The Secret Pilgrim                | (1990)     | O Peregrino Secreto            | (Record)                      | O Peregrino Secreto            | (D. Quixote)          |
| 14              | The Unbearable Peace              | (1991)     |                                |                               | A Paz Insuportável             | (D. Quixote)          |
| 15              | The Night Manager                 | (1993)     | O Gerente Noturno              | (Record)                      | O Gerente da Noite             | (D. Quixote)          |
| 16              | Our Game                          | (1995)     | Nosso jogo                     | (Record)                      | O Nosso jogo                   | (LeYa)                |
| 17              | The Tailor of Panama              | (1996)     | O Alfaiate do Panamá           | (Record)                      | O Alfaiate do Panamá           | (D. Quixote)          |
| 18              | Single & Single                   | (1999)     | Single & Single                |                               | Single & Single                | (Círculo de Leitores) |
| 19              | The Constant Gardener             | (2001)     | O Jardineiro Fiel              | (Record)                      | O Fiel Jardineiro              | (D. Quixote)          |
| 20              | Absolute Friends                  | (2003)     | Amigos Absolutos               | (Record)                      | Amigos até ao Fim              | (D. Quixote)          |
| 21              | The Mission Song                  | (2006)     | O Canto da Missão              | (Record)                      | O Canto da Missão              | (D. Quixote)          |
| 22              | A Most Wanted Man                 | (2008)     | O Homem mais Procurado         | (Record)                      | Um Homem muito Procurado       | (D. Quixote)          |
| 23              | Our Kind Of Traitor               | (2010)     | Nosso Fiel Traidor             | (Record)                      | Um Traidor dos Nossos          | (D. Quixote)          |
| 24              | A Delicate Truth                  | (2013)     | Uma Verdade Delicada           | (Record)                      | Uma Verdade Incómoda           | (D. Quixote)          |
| 25              | A Legacy of Spies                 | (2017)     | Um Legado de Espiões           | (Record)                      | Um Legado de Espiões           | (D. Quixote)          |
| 26              | Agent Running in the Field        | (2019)     | Agente em campo                | Record                        | Agente em Campo                | (D. Quixote)          |

### Não ficção
- The Good Soldier (1991), publicado na revista literária britânica Granta 35: The Unbearable Peace
- The United States Has Gone Mad (2003), publicado como Not One More Death (2006), ISBN 1-844-67116-X
- Afterword (2014), um ensaio sobre o agente duplo Kim Philby, publicado como A Spy Among Friends por Ben Macintyre[7]
- The Pigeon Tunnel: Stories from My Life[8] (2016), autobiografia

### Contos
- Dare I Weep, Dare I Mourn? (1967), publicado no Saturday Evening Post, 28 de janeiro de 1967.
- What Ritual is Being Observed Tonight? (1968),  publicado no Saturday Evening Post, 2 de novembro de 1968.
- The Writer and The Horse (1968),  publicado no The Savile Club Centenary Magazine, The Argosy e também noSaturday Review (U.S. magazine) com o título A Writer and A Gentleman).
- The King Who Never Spoke (2009), publicado no Ox-Tales: Fire, 2 de julho de 2009.

### Adaptações para cinema
- O Espião Que Saiu do Frio* (The spy who came in from the cold) de Martin Ritt com Richard Burton
- O Alfaiate do Panamá (The Tailor of Panama) em 2001 por John Boorman com Pierce Brosnan
- O Fiel Jardineiro (título em Portugal) ou O Jardineiro Fiel (título no Brasil) (The Constant Gardener) em 2005 por Fernando Meirelles com Ralph Fiennes
- A Casa da Rússia em 1990, com Sean Connery e Michelle Pfeiffer
- A Rapariga do Tambor (título em Portugal) ou A Garota do Tambor (título no Brasil) em 1984, com Diane Keaton
- A Toupeira (título em Portugal) ou O Espião que Sabia Demais (título no Brasil) em 2011, com Colin Firth e Gary Oldman
- O Homem mais Procurado (A Most Wanted Man) em 2014, por Anton Corbijn e com Philip Seymour Hoffman
- Um Traidor dos Nossos (título em Portugal) ou Nosso Fiel Traidor (título no Brasil) (Our Kind of Traitor) em 2016, com Ewan McGregor.

### Adaptações para televisão
- Tinker Tailor Soldier Spy (1979), BBC em sete episódios, com a participação de Alec Guinness como George Smiley
- Smiley's People (1982), BBC television, com a participação de Alec Guinness como George Smiley
- A Perfect Spy (1987), BBC television , dirigido por Peter Smith, com a participação deh Peter Egan como Magnus Pym e Ray McAnally como Rick
- A Murder of Quality (1991), Thames Television, dirigido por Gavin Millar, com a participação de Denholm Elliott como George Smiley e Joss Ackland como Terence Fielding
- The Night Manager (2016), uma produção da BBC e AMC (TV channel), dirigido por Susanne Bier, com a participação de Tom Hiddleston como Jonathan Pine e Hugh Laurie como Richard Onslow Roper